# Real Love (EP)
Real Love är ett samlingsalbum av The Beatles från 1995.
I mitten av 1990-talet genomförde de då ännu levande Beatlesmedlemmarna Paul McCartney, George Harrison och Ringo Starr det s.k. Anthology-projektet. Tre dubbel-CD kom ut med tidigare outgivna versioner av studioinspelningar, en serie VHS- och DVD-filmer om gruppens historia samt en stor bok med titeln Anthology.
I samband med detta projekt släpptes också tre CD-EP-skivor. Real Love var en låt som John Lennon gjort en demoinspelning av 1979. De övriga Beatlesmedlemmarna byggde vidare på denna till en komplett låt, som kom med på dubbel-CD:n Anthology 2. Real Love blev också huvudspår på en EP, som dessutom innehåll tre spår som inte fanns med på fullängds-CD-skivorna: En alternativ liveinspelning av Baby's in Black från konserter vid Hollywood Bowl, Los Angeles 29-30 augusti 1965. (Denna låt finns inte med på LP:n The Beatles at the Hollywood Bowl, som aldrig överförts till CD.)
Dessutom finns alternativa mixningar av låtarna Yellow Submarine och Here, There and Everywhere från 1966.
På denna alternativ version av Yellow Submarine är alla bakgrundsljud mycket tydligt hörbara.
CD-EP:n gavs ut i stereo den 15 mars 1996.